# Minolta Dynax 5000i
Le Minolta Dynax 5000i (en Europe ; appelé également Maxxum 5000i en Amérique du Nord et α-5700i au Japon) est un appareil photo reflex argentique développé et commercialisé par la firme japonaise Minolta à partir de 1989. Le "i" dans les noms de la nouvelle gamme d'appareils signifie "intelligence".

## Histoire
Destiné au grand public, le Dynax 5000i vient s'intercaler dans la gamme entre le Dynax 3000i plutôt typé "débutants" et le Dynax 7000i destiné aux utilisateurs avertis. Il est le premier reflex Minolta muni d'un flash intégré.

## Caractéristiques
Comme quasiment tous les boitiers contemporains c'est une coque en plastique "Bio-design". Avance et rembobinage du film sont motorisés. Il reçoit tous les objectifs Minolta AF soit une trentaine d'objectifs au lancement de l'appareil. Si l'appareil fonctionne normalement en mode programme ou manuel il comporte un logement pour une carte programme modifiant son fonctionnement. Muni de la nouvelle carte "mode A/S" l’appareil, peut travailler en modes priorité ouverture ou vitesse. Les cartes du Dynax 7000i sont utilisables Soit cartes "Portrait", "macro", "depth" (pour une profondeur de champ maximum) et "Action/sport" (favorisant les vitesses rapides).
Le flash intégré adapte le champ couvert à la focale utilisée entre 35 et 70 mm.

## Accessoires compatibles
- Tous les objectifs Minolta AF.
- Dos dateur DB-5.
- Télécommandes RC 1000-L et RC 1000-S.